# Conrad Kiesel
Conrad Kiesel (29. november 1846 i Düsseldorf – 28. maj 1921 i Berlin) var en tysk genre- og portrætmaler.
Kiesel studerede i Berlin under Fritz Paulsen og i sin fødeby under Wilhelm Sohn. Hans glat malede, meget sødladne og tomme kvindehoveder (Manuela, Mandolinata osv.) har, kolporterende rundt gennem illustrerede ugeblades gengivelser, vundet stor popularitet ved deres rent formelle skønhed. 
For den tyske kejserinde har han malet kejser Vilhelm II. Uddannet i skulptur under Schaper har Kiesel også udført flere statuetter (Melusine med mere). 